# Zuidzijde (Korendijk)
Zuidzijde (51° 47′ N, 4° 22′ L) é uma cidade dos Países Baixos, na província de Holanda do Sul. Zuidzijde (Korendijk) pertence ao município de Korendijk, e está situada a 7 km, a sul de Spijkenisse.
A área de Zuidzijde, que também inclui as partes periféricas da cidade, bem como a zona rural circundante, tem uma população estimada em 230 habitantes.